# Liste des monuments historiques de Lisieux
Cet article recense les monuments historiques de Lisieux, en France.

## Liste
| Monument                                            | Adresse                        | Coordonnées                      | Notice         | Protection | Date      | Illustration                                       |
| --------------------------------------------------- | ------------------------------ | -------------------------------- | -------------- | ---------- | --------- | -------------------------------------------------- |
| Basilique Sainte-Thérèse                            |                                | 49° 08′ 23″ nord, 0° 14′ 11″ est | « PA14000094 » | Classé     | 2011      | Basilique Sainte-Thérèse                           |
| Cathédrale Saint-Pierre                             |                                | 49° 08′ 48″ nord, 0° 13′ 37″ est | « PA00111473 » | Classé     | 1840      | Cathédrale Saint-Pierre                            |
| Église Saint-Désir                                  | 37 avenue du Six-Juin          | 49° 08′ 36″ nord, 0° 13′ 10″ est | « PA14000060 » | Classé     | 2006      | Église Saint-Désir                                 |
| Église Saint-Jacques                                |                                | 49° 08′ 41″ nord, 0° 13′ 46″ est | « PA00111472 » | Classé     | 1910      | Église Saint-Jacques                               |
| Fontaine de La Ferronnays                           | Rue du Docteur-Degrenne        | 49° 08′ 43″ nord, 0° 13′ 20″ est | « PA00111474 » | Classé     | 1919      | Fontaine de La Ferronnays                          |
| Hôtel du haut doyenné actuelle école de musique     | 1 rue Aristide-Briand          | 49° 08′ 49″ nord, 0° 13′ 42″ est | « PA00111471 » | Classé     | 1979      | Hôtel du haut doyennéactuelle école de musique     |
| Hôtel Le Mercier                                    | 22 boulevard Duchesne-Fournet  | 49° 08′ 53″ nord, 0° 13′ 43″ est | « PA00111830 » | Inscrit    | 1990      | Hôtel Le Mercier                                   |
| Hôtel de ville                                      |                                | 49° 08′ 45″ nord, 0° 13′ 40″ est | « PA00111475 » | Inscrit    | 1968      | Hôtel de ville                                     |
| Jardin archéologique de l'hôpital                   | 4 rue de Paris                 | 49° 08′ 46″ nord, 0° 13′ 48″ est | « PA00111496 » | Inscrit    | 1987      | Jardin archéologique de l'hôpital                  |
| Maison                                              | 16, 18 rue du Docteur-Degrenne | 49° 08′ 44″ nord, 0° 13′ 20″ est | « PA00111478 » | Inscrit    | 1948      | Maison                                             |
| Maison                                              | 14 rue Henry-Chéron            | 49° 08′ 47″ nord, 0° 13′ 42″ est | « PA00111479 » | Inscrit    | 1929      | Maison                                             |
| Maison                                              | 16 rue Henry-Chéron            | 49° 08′ 47″ nord, 0° 13′ 42″ est | « PA00111480 » | Inscrit    | 1929      | Maison                                             |
| Maison                                              | 112 rue Henry-Chéron           | 49° 08′ 42″ nord, 0° 13′ 18″ est | « PA00111481 » | Inscrit    | 1931      | Maison                                             |
| Maison                                              | 116 rue Henry-Chéron           | 49° 08′ 42″ nord, 0° 13′ 17″ est | « PA00111482 » | Inscrit    | 1931      | Maison                                             |
| Maison                                              | 118 rue Henry-Chéron           | 49° 08′ 42″ nord, 0° 13′ 17″ est | « PA00111483 » | Inscrit    | 1931      | Maison                                             |
| Maison (détruite)                                   | 40 rue de la Paix              | à géolocaliser                   | « PA00111484 » | Classé     | 1930      | Image manquante Téléverser                         |
| Maison                                              | 40, 42 boulevard Pasteur       | 49° 08′ 40″ nord, 0° 13′ 09″ est | « PA00111486 » | Inscrit    | 1959      | Maison                                             |
| Maison à pans de bois                               | 49 rue du Capitaine-Vié        | 49° 08′ 38″ nord, 0° 13′ 24″ est | « PA00111477 » | Inscrit    | 1948      | Maison à pans de bois                              |
| Manoir d'Assemont                                   | 41 avenue du 6-Juin            | 49° 08′ 35″ nord, 0° 13′ 05″ est | « PA00111487 » | Classé     | 1936      | Manoir d'Assemont                                  |
| Manoir d'Aubichon                                   | Chemin de Colandon             | 49° 08′ 20″ nord, 0° 16′ 45″ est | « PA00111488 » | Classé     | 1966      | Image manquante Téléverser                         |
| Manoir Desmares                                     | 5, 7 rue Aristide-Briand       | 49° 08′ 47″ nord, 0° 13′ 43″ est | « PA14000035 » | Inscrit    | 2003      | Manoir Desmares                                    |
| Manoir du Lieu-Binet                                |                                | 49° 07′ 50″ nord, 0° 13′ 35″ est | « PA00111489 » | Classé     | 1939      | Manoir du Lieu-Binet                               |
| Manoir des Mathurins                                |                                | 49° 10′ 11″ nord, 0° 13′ 26″ est | « PA00111490 » | Inscrit    | 1928      | Manoir des Mathurins                               |
| Manoir des Pavements                                | 99, 101 route d'Orbec          | 49° 08′ 10″ nord, 0° 14′ 38″ est | « PA00111491 » | Inscrit    | 1968 2003 | Manoir des Pavements                               |
| Manoir Sainte-Catherine                             | 8 rue Paul-Banaston            | 49° 08′ 49″ nord, 0° 13′ 27″ est | « PA00111476 » | Inscrit    | 1935      | Manoir Sainte-Catherine                            |
| Manoir Saint-Laurent                                | 1 rue Paul-Banaston            | 49° 08′ 49″ nord, 0° 13′ 26″ est | « PA00111495 » | Inscrit    | 1927      | Manoir Saint-Laurent                               |
| Musée d'art et d'histoire                           | 38 boulevard Pasteur           | 49° 08′ 40″ nord, 0° 13′ 09″ est | « PA00111485 » | Inscrit    | 1959      | Musée d'art et d'histoire                          |
| Palais épiscopal actuel tribunal de grande instance |                                | 49° 08′ 48″ nord, 0° 13′ 34″ est | « PA00111492 » | Classé     | 1921      | Palais épiscopalactuel tribunal de grande instance |
| Théâtre municipal                                   | 2 rue au Char                  | 49° 08′ 45″ nord, 0° 13′ 41″ est | « PA00111493 » | Inscrit    | 1985      | Théâtre municipal                                  |
| Tour Lambert                                        | Quai des Remparts              | 49° 08′ 44″ nord, 0° 13′ 17″ est | « PA00111494 » | Inscrit    | 1927      | Tour Lambert                                       |